# Gregorio Ibarretxe Ugarte
Gregorio Ibarretxe (Ibarreche) y Ugarte (Bilbao, 27 de novembre de 1864 - 26 de juliol de 1933) va ser un arquitecte i polític basc. Va ser arquitecte municipal, primer tinent d'alcalde de Bilbao, i breument, alcalde (de 1907 a 1909, data en la qual el va substituir José Horn Areilza).

## Biografia
Ibarretxe va néixer al carrer Barrencalle de la ciutat vella de Bilbao el 1864. Va estudiar al col·legi-internat dels jesuïtes d'Orduña. Posteriorment es va traslladar a Valladolid a estudiar el batxillerat i la preparació per a entrar a l'escola d'Arquitectura, cursant els seus estudis de carrera a Barcelona. Va obtenir el títol d'arquitecte el 1893. El 1904 es va casar amb Dolores Basualdo Palacio. No van tenir descendència.

## Obres
Obres seves inclouen:
- Palau d'Ibaigane (1898), construït com a residència per a l'empresari basc Ramón de la Sota[5] i seu, des de 1988, de l'Athletic Club.
- Escoles d'Urazurrutia (1902), a Bilbao La Vella.[4]
- Amb Enrique Epalza, va projectar el Col·legi Públic Miguel de Cervantes, inaugurat el 1905, en un solar de la Societat La Perla adquirit per l'Ajuntament de Bilbao, sota la direcció de Ricardo Bastida com a arquitecte municipal.
- Dipòsit Franc (1917-1926), al moll d'Uribitarte de Bilbao.[4]
- Edifici propietat dels Sota (1929), a la plaça Jado de Bilbao.[4]